# Nguyễn Quang Thiều
Nguyễn Quang Thiều (sinh năm 1957) là nhà thơ, nhà văn Việt Nam, được tặng Giải thưởng Nhà nước về Văn học Nghệ thuật năm 2017. Hiện nay ông là Chủ tịch Hội Nhà văn Việt Nam khóa X (2020 - 2025).

## Tiểu sử
Nguyễn Quang Thiều sinh ngày 13 tháng 2 năm 1957 tại thôn Hoàng Dương (Làng Chùa), xã Sơn Công, huyên Ứng Hòa, tỉnh Hà Tây (nay thuộc Thành phố Hà Nội). Ông tốt nghiệp đại học ở Cuba, là người khá đa năng về văn chương, báo chí, hội họa. Ông đã từng làm Giám đốc - Tổng Biên tập Nhà xuất bản Hội Nhà văn (2017-2024).

## Sự nghiệp
Nguyễn Quang Thiều là một trong những cây bút tiêu biểu nhất của văn học Việt Nam sau ngày Việt Nam thống nhất năm 1975.
Thơ và truyện ngắn của Nguyễn Quang Thiều đã được giới thiệu trên các tạp chí và báo ở nước ngoài.
Ông được coi là người cùng với nhà văn, trung tướng công an Hữu Ước sáng lập nên hai tờ báo là tờ An Ninh Thế giới cuối tháng và Cảnh Sát Toàn Cầu.
Đến nay, Nguyễn Quang Thiều đã xuất bản 7 tập thơ, 15 tập văn xuôi và 3 tập sách dịch. Tập thơ mới nhất của anh, Cây ánh sáng - Nhà xuất bản Hội Nhà văn 2009 đang thu hút sự chú của dư luận và giới phê bình. Nhiều tác phẩm của ông đã được chuyển thể thành phim như: phim Lời nguyền của dòng sông do Khải Hưng đạo diễn (1992) được chuyển thể từ ''Mùa hoa cải bên sông''; phim Tiếng gọi bên sông do Nguyễn Hữu Phần đạo diễn (1989) được chuyển thể từ ''Tiếng gọi cuối mùa đông''; bộ phim Chuyện làng Nhôdo Hãng phim truyền hình Việt Nam sản xuất phát sóng trên VTV trong năm 1998 được chuyển thể từ tiểu thuyết ''Kẻ ám sát cánh đồng''.
Ông được tặng Giải thưởng Nhà nước về Văn học Nghệ thuật năm 2017 với các tác phẩm: Sự mất ngủ của lửa (tập thơ); Mùa hoa cải ven sông (tập truyện ngắn); Những người đàn bà gánh nước sông (tập thơ).

## Tác phẩm chính

### Thơ
- Ngôi nhà tuổi 17 (1990)
- Sông Đáy,1991

- Sự mất ngủ của lửa, 1992, tái bản 2016

- Những người đàn bà gánh nước sông, 1995
- Những người lính của làng, 1996
- Thơ Nguyễn Quang Thiều, 1996
- Nhịp điệu châu thổ mới, 1997
- Bài ca những con chim đêm, 1999
- Thơ tuyển cho thiếu nhi, 2004
- Cây ánh sáng, 2009
- Châu thổ, 2010
- Tiếng vọng

### Văn xuôi
- Mùa hoa cải bên sông, 1989
- Tiếng gọi cuối mùa đông
- Cái chết của bầy mối, 1991
- Người đàn bà tóc trắng, 1993
- Bầy chim chìa vôi
- Thành phố chỉ sống 60 ngày, 1991
- Vòng nguyệt quế cô đơn, 1991
- Cỏ hoang, tiểu thuyết, 1992
- Tiếng gọi tình yêu, 1993
- Kẻ ám sát cánh đồng, 1995
- Người đàn bà tóc trắng, truyện ngắn, 1996
- Đứa con của hai dòng họ, truyện ngắn, 1997
- Truyện ngắn Nguyễn Quang Thiều, 1998
- Người cha, truyện thiếu nhi, 1998
- Bí mật hồ cá thần, truyện thiếu nhi, 1998
- Con quỷ gỗ, truyện thiếu nhi, 2000
- Ngọn núi bà già mù, truyện thiếu nhi, 2001
- Người nhìn thấy trăng thật, truyện ngắn, 2003
- Người, chân dung văn học, 2008
- Ba người, chân dung văn học (in chung), 2009
- Có một kẻ rời bỏ thành phố, tiểu luận, 2010
- Năm Tháng Ấy,2011

### Sách dịch
- Khoảng thời gian không ngủ, thơ Mỹ, 1997
- Chó long, truyện ngắn Úc, 1995
- Năm nhà thơ hiện đại Hàn Quốc, 2002

## Vinh danh
- Giải thưởng Nhà nước về Văn học Nghệ thuật năm 2017

### Giải thưởng văn học
- Giải thưởng Hội Nhà văn Việt Nam năm 1993 cho tập thơ Sự mất ngủ của lửa.

- Giải thưởng Final cho tập thơ The Women Carry River Water của The National Literary Translators Association of America năm 1998.

## Đánh giá
Từ những năm 1990, thơ Việt Nam đương đại bắt đầu có sự chuyển đổi lớn về mặt thi pháp và có thể nói, Nguyễn Quang Thiều là nhà thơ đầu tiên, bằng những nỗ lực vượt bậc và tài năng xuất sắc của mình, đã xác lập một giọng điệu mới trong thơ Việt.
Nguyễn Quang Thiều không chỉ là nhà thơ tiên phong với trào lưu hiện đại mà còn là cây viết văn xuôi giàu cảm xúc. Trong anh không chỉ có con người bay bổng, ưu tư với những phiền muộn thi ca, mà còn có một nhà báo linh hoạt và nhạy bén.